# Olena Zhupina
Olena Zhupina (Ucrania, 23 de agosto de 1973) es una clavadista o saltadora de trampolín ucraniana especializada en plataforma de 10 metros, donde consiguió ser campeona mundial en 1998.

## Carrera deportiva
En el Campeonato Mundial de Natación de 1998 celebrado en Perth (Australia) ganó la medalla de oro en la plataforma de 10 metros, con una puntuación de 550 puntos, por delante de la china Yuyan Cai (plata con 536 puntos) y otra saltadora china Li Chen (bronce con 519 puntos); también ganó el oro en los saltos sincronizados desde plataforma de 10 metros, siendo su compañera de saltos Svitlana Serbina, por delante de las chinas y estadounidenses.